# Blizonje
Blizonje (Serbisches-kyrillisch: Близоње) ist ein Dorf im Westen Serbiens.

## Geographie

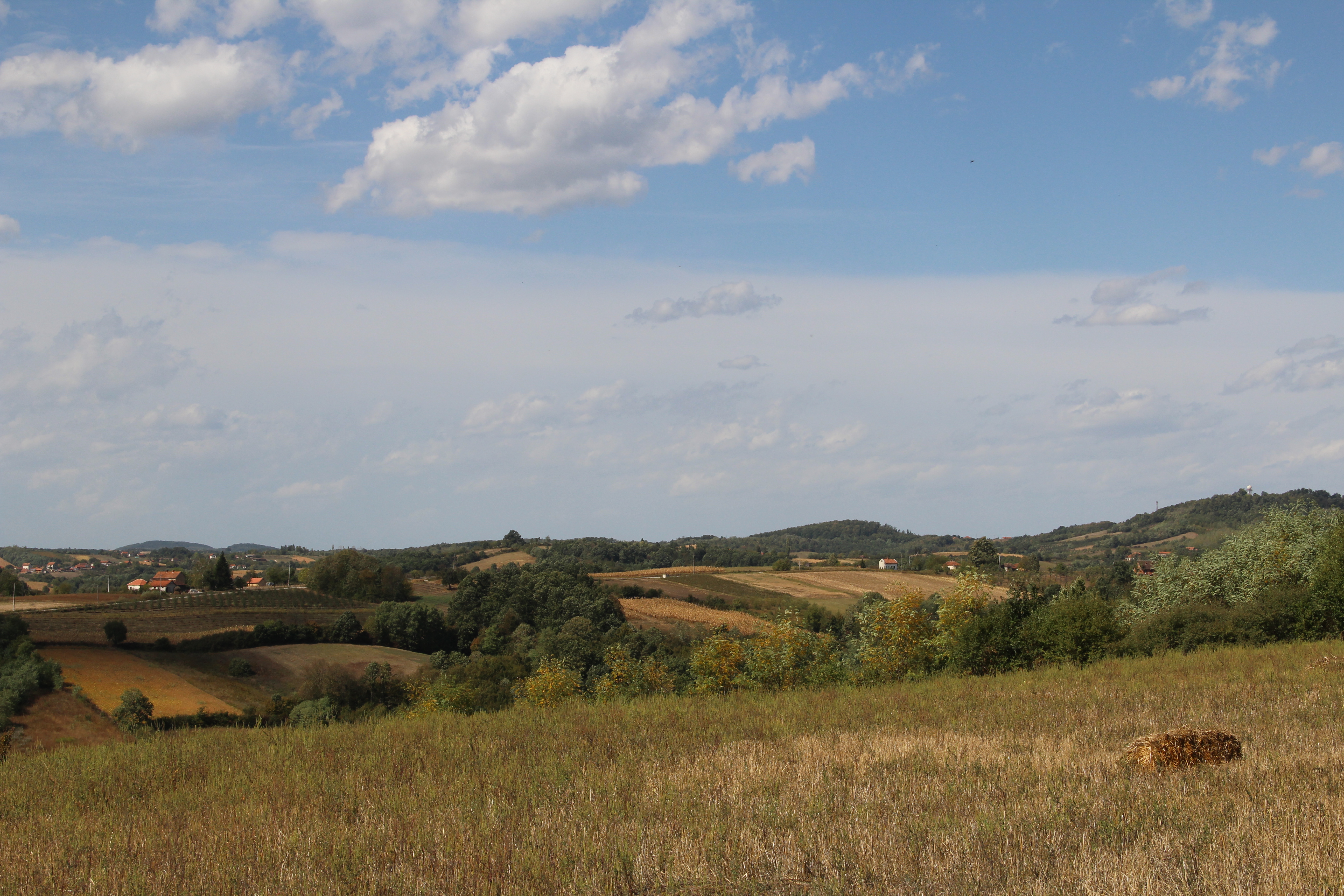
Felder um das Dorf

Das Dorf liegt in der Opština Valjevo, im Okrug Kolubara in der historischen Region Podgorina im nordwestlichen Zentralserbien.
Blizonje erstreckt sich auf beiden Hängen zu Fuße des Hügels Blizonjski vis, dem höchsten Punkt im östlichen Teil des Vlaščić -Höhenzug. Die Erde und Felder des Dorfes sind sehr mager und unfruchtbar, nur durch reichlich Bewässerung und intensive Feldarbeit ergeben sie einen zufriedenstellenden Ertrag. Durch das Dorf fließt der Bach Blizonjac auch als Blizanac bekannt. An der Dorfsüdseite fließt der Fluss Rabas durch den Ort. An der Quelle des Baches Blizonjac und dem Lauf des Rabas stehen heutzutage die meisten Weiler und Dorfhäuser.
Blizonje ist wie sein Nachbardorf Brankovina sehr waldreich. Das Dorf besitzt so viel Wald, dass es als waldreichtes Dorf der Gegend gilt. Das Gebiet um das Dorf ist recht hügelig und waldreich. Heutzutage erstrecken sich aber viele Felder um Blizonje.
Blizonje ist 70 km südwestlich der serbischen Hauptstadt Belgrad und rund 10 km nördlich von der Gemeindehauptstadt Valjevo entfernt.

### Dorfweiler
Das Dorf Blizonje ist ein kleines Dorf. Es ist eine Streusiedlung. Auf der Südseite des Blizonjski vis liegen die Weiler: Bobija, Đurđevići, Panjevi und Rakići. Und auf der Nordseite der Weiler: Marnić.
- 1.) Im Weiler Đurđevići leben folgende: Đurđević, Jerotić und Andrić.
- 2.) Im Weiler Bobija lebt die Familie Marković.
- 3.) Im Weiler Panjevi wohnen die Familien: Kovačević und Čulić.
- 4.) Im Weiler Rakići wohnt die Familie Rakić.
- 5.) Im Weiler Marnić wohnen folgende Familien: Popović, Vićentić, Rafailović und Minić.

## Bevölkerung
Blizonje hatte bei der Volkszählung 2011 290 Einwohner, während es 2002 281 Einwohner waren. Die Bevölkerung setzt sich aus Serben und einer kleinen Minderheit von Roma zusammen.

### Demographie
| Jahr | Einwohnerzahl |
| ---- | ------------- |
| 1948 | 384           |
| 1953 | 396           |
| 1961 | 401           |
| 1971 | 363           |
| 1981 | 338           |
| 1991 | 372           |
| 2002 | 281           |
| 2011 | 290           |

## Geschichte
Auf dem Hügel Blizonjski vis, vor allem auf seiner Ostseite findet man Spuren von Bergbau aus dem Mittelalter. Nach Volkslegenden wurden in diesen Minen Blei und reichlich Silber abgebaut. Über die ersten Bewohner des Dorfes ist wenig bekannt, man erwähnt nur, dass sie lange vor den heutigen Bewohnern das Dorf verlassen haben und über den Fluss Save in ebenere Gebiete gezogen sind, wo allerdings ist unbekannt.

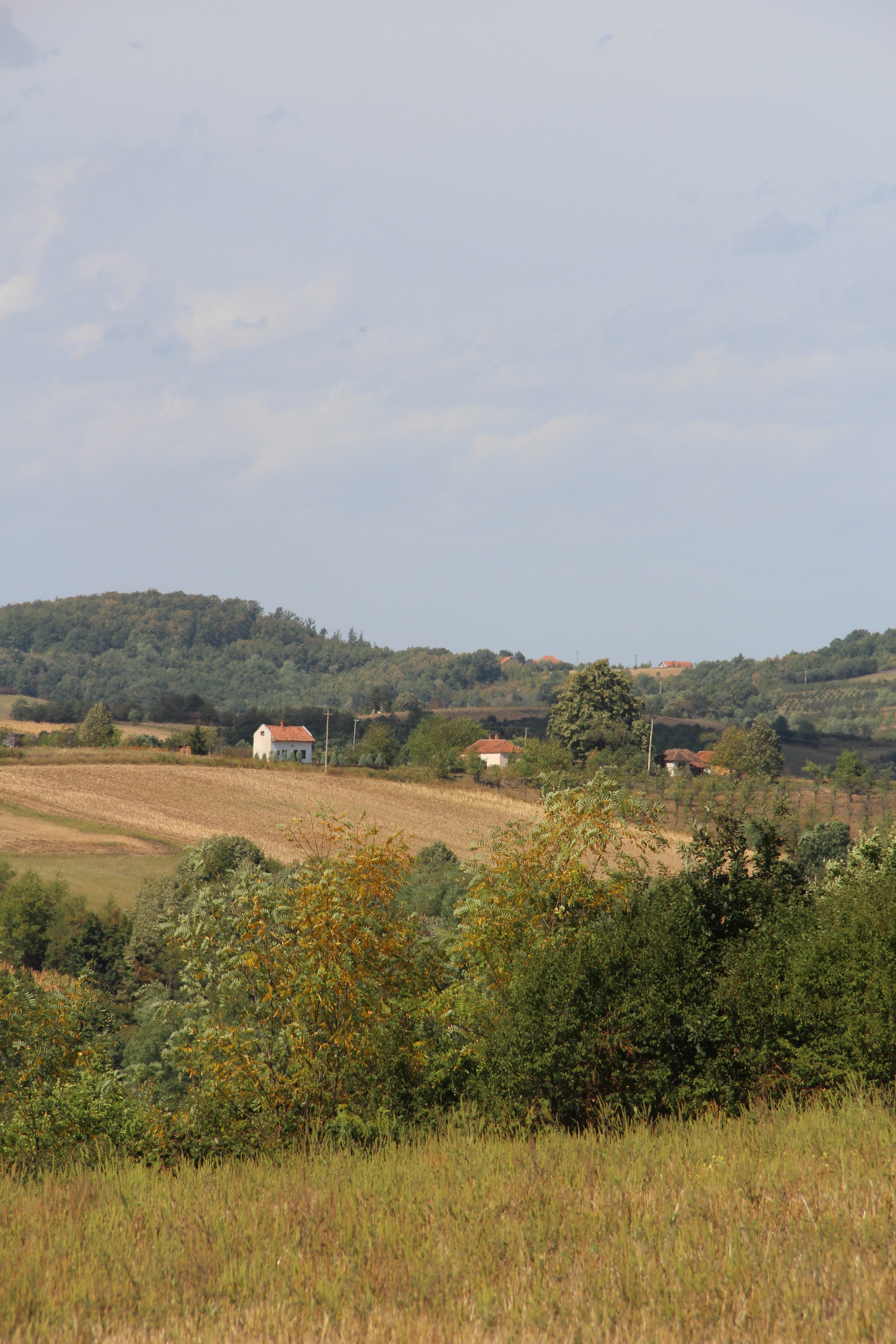
Häuser, bewaldeter Hügel und Feld im Dorf

Als Begründer des Dorfes gelten zwei Brüder die im frühen 17. Jahrhundert oder auch etwas früher das verlassene und nur aus Wald bestehende Dorf neu gründeten. Diese wurden aus dem Dreifaltigkeitskloster bei der nordmontenegrinischen Stadt Pljevlja in der Oblast Polimlje, aus ihrem Heimatort, geschickt um dem osmanischen Joch zu entgehen.
Nach der Volkslegende (die auf wahren Ereignissen ruhen soll) waren die Brüder, die eigentlich weiter gen Norden ziehen wollten, mit ihren Frauen und Pferden beim heutigen Bach Blizonjac und dem Fluss Rabas eine Rast am einlegen. In der gleichen Nacht bekamen dann beide Frauen und beide Stuten ihre Kinder bzw. Fohlen, was die Brüder dazu bewegte länger am Ort zu verweilen, der ihnen dann so gut gefiel, dass sie sich dauerhaft hier ansiedelten. Da beide Frauen und Stuten hier ihre Nachkommen bekamen, wurde der Bach und später das ganze Dorf, nach dem serbischen Wort für Zwilling (Blizanac) benannt. Was sich mit der Zeit in Blizonje umänderte.
Von diesen zwei Brüdern stammen die meisten heutigen Familien im Dorf ab. Diese bewohnen die alle Weiler bis auf den Bobija. Viele der Familienangehörigen zogen in der Region Tamnava. Im Weiler Bobija wohnt die Familie Marković, deren Vorfahren von den Türken hier angesiedelt wurden. Sie stammen ursprünglich aus der bosnischen Stadt Zvornik.
Im Jahre 1735 wird in einer Auflistung der Eparchie Valjevo das Dorf Blizonje mit 20 Haushalten erwähnt. Im selben Jahr wird das Dorf als Plissonive in einer Aufzählung der Dörfer des Palež Okrug erwähnt.
1818 wird in den osmanischen Steuereintragungen das Dorf mit 34 Haushalten erwähnt. 1866 lebten im Ort 321 Bewohner in 37 Haushalten. Und im Jahre 1900 lebten 390 Menschen im Ort, verteilt auf 39 Haushalte. Im frühen 20. Jahrhundert gehörte Blizonje zu Opština Brankovina im Srez Valjevo.

## Religion
Die Bevölkerung bekennt sich zur Serbisch-orthodoxen Kirche. Die Slava des Dorfes ist das Hochfest der Himmelfahrt Christi (Spasovdan). Der gemeinsame Serbisch-orthodoxe Dorffriedhof befindet sich auf dem Blizonjski vis.

## Infrastruktur
Die Dorfbewohner leben hauptsächlich von der Landwirtschaft, Viehzucht und Obstanbau. Bei Blizonje steht das Radarzentrum von Valjevo.

## Persönlichkeiten
Eine der bekanntesten Persönlichkeiten aus dem Dorf ist der im 18. Jahrhundert lebende Priester Mata Đurđević, Schreiber im Magistrat von Valjevo (seit 1804) und Priester der Kirche zu Brankovina.

## Belge
- Artikel über das Dorf auf der Seite poreklo.rs, (serbisch)
- 1.) Књига 9. Становништво, упоредни преглед броја становника 1948, 1953, 1961, 1971, 1981, 1991, 2002, подаци по насељима. webrzs.stat.gov.rs. Београд: Републички завод за статистику. мај 2004. ISBN 86-84433-14-9.
- 2.) Књига 1. Становништво, национална или етничка припадност, подаци по насељима. webrzs.stat.gov.rs. Београд: Републички завод за статистику. фебруар 2003. ISBN 86-84433-00-9.
- 3.) Књига 2. Становништво, пол и старост, подаци по насељима. webrzs.stat.gov.rs. Београд: Републички завод за статистику. фебруар 2003. ISBN 86-84433-01-7.